# بی‌ان‌اس سامودرا جوی
بی‌ان‌اس سامودرا جوی (به انگلیسی: BNS Somudra Joy) یک کشتی است که طول آن 378 ft (115 m) می‌باشد. این کشتی در سال ۱۹۷۱ ساخته شد.